# Garminge
Garminge est un hameau situé dans la commune néerlandaise de Midden-Drenthe, dans la province de Drenthe. Le 1er janvier 2004, le hameau comptait 80 habitants.